# Вестморленд (округа, Ямайка)
Вестморленд (англ. Westmoreland Parish, ям. креол Wesmolan Parish) — округа (парафія), розташована в західній частині острова Ямайка. Входить до складу неофіційного графства Корнвол. На півночі межує з округою Геновер, на сході — з округами Сент-Джеймс і Сент-Елізабет.
Столиця — містечко Саванна-ла-Мар. Інші важливі поселення: Літл-Лондон, Пітерсфілд, Бічел-Таун, Дарлістон.

## Географія
Близько 4400 га (11000 акрів) округи були колись вкриті маршами, які забезпечували пасовищами велику рогату худобу в посушливі сезони. У недавньому минулому уряд витратив мільйони доларів на осушення значних площ в долині річки Негрил.
Майже чверть території округи складається з алювіальних рівнин, придатних для вирощування цукрової тростини, а решта складається з помірної височини пагорбів.
Зрошується численними річками, головними з яких є Кеберіта, Рорінг, Ґрейт, Негріл і Нью-Саванна.

## Промисловість
Головною індустрією округи є цукроваріння, центром якого є Фром, де знаходиться великий центральний цукровий завод.
Завдяки родючим ґрунтам і достатній кількості опадів, округа дуже сприятлива для ведення сільського господарства. Головні продукти округи: ром, банани, імбир і мед. Доволі значними є площі з вирощування рису, особливо на болотистих землях в районі острова Павла.